# كأس آسيا للكريكيت
كأس آسيا لمجلس الكريكيت الآسيوي هي بطولة دولية للرجال ليوم واحد و2020 بطولة دولية للكريكيت. تأسس في عام 1983 عندما تأسس مجلس الكريكيت الآسيوي كتدبير لتعزيز النوايا الحسنة بين البلدان الآسيوية. وكان من المقرر أصلا أن تعقد كل سنتين. كأس آسيا هي البطولة القارية الوحيدة في الكريكيت ويصبح الفريق الفائز بطل آسيا. يتناوب كل عامين بين تنسيقات ODI و T 20 I.
وعقد أول كأس آسيوي في عام 1984 في الشارقة في الإمارات العربية المتحدة حيث كانت مكاتب المجلس (حتى عام 1995). قاطعت الهند بطولة عام 1986 بسبب علاقات الكريكيت المتوترة مع سريلانكا. قاطعت باكستان بطولة 1990-1991 بسبب العلاقات السياسية المتوترة مع الهند وتم إلغاء بطولة 1993 لنفس السبب. وأعلنت لجنة التنسيق الإدارية أن البطولة ستعقد مرة كل سنتين اعتبارا من عام 2009 فصاعدا. قضت المحكمة الجنائية الدولية بأن جميع الألعاب التي لعبت في كأس آسيا تتمتع بمركز رسمي في ODI.
بعد تقليص حجم مجلس الكريكيت الآسيوي في عام 2015، أعلنت المحكمة الجنائية الدولية أن أحداث كأس آسيا من عام 2016 ستقام على أساس التناوب بين صيغة يوم واحد دولي و2020 دولي، على أساس شكل الأحداث العالمية القادمة. ونتيجة لذلك، كان حدث عام 2016 أول حدث يتم لعبه في تنسيق T 20 I وعمل كبطولة تحضيرية قبل ICC World Twenty 20 لعام 2016.
الهند، مع سبعة ألقاب (ستة ODI وواحد T 20 I)، هو الفريق الأكثر نجاحًا في البطولة. وسري لانكا هي ثاني أنجح فريق، بخمسة أعضاء. لعبت سريلانكا معظم كأس آسيا (14) تليها الهند وباكستان وبنغلاديش التي لعبت 13 مباراة لكل منها.

## التاريخ

### 1984-1988
عقدت الدورة الأولى من كأس روثمان آسيا في عام 1984 في الشارقة، الإمارات العربية المتحدة، مقر مجلس الكريكيت الآسيوي الذي تم تشكيله حديثًا. كانت البطولة بطولة روبين دائرية بين الهند وسريلانكا وباكستان. كانت المباراة الأولى بين باكستان والعضو الجديد في المحكمة الجنائية الدولية سريلانكا. فازت الهند بهذه البطولة بفوزين، وكانت سريلانكا المرشحة في البطولة بفوز واحد على باكستان، في حين عادت باكستان إلى ديارها دون الفوز بأي من مباراتيها.
واستضافت سري لانكا الطبعة الثانية في عام ١٩٨٦. انسحبت الهند من البطولة بسبب علاقات الكريكيت السيئة مع سريلانكا بعد سلسلة مثيرة للجدل في سريلانكا في العام السابق. وقد أدرجت بنغلاديش لأول مرة في القائمة. فازت سريلانكا ببطولة هزيمة باكستان في المباراة النهائية.
وعقدت الدورة الثالثة، في عام 1988، في بنغلاديش، وهي المرة الأولى التي تنظم فيها هناك بطولة متعددة الجنسيات للكريكيت. وفي النهائيات، هزمت الهند سرلنكا ب 6 جولات وفازت بالكأس أسيا الثانى.

### 1990-1997
تم عقد الدورة الرابعة للبطولة في الهند في 1990-1991. انسحبت باكستان من البطولة، بسبب العلاقات السياسية الغير مستقرة مع الهند. وفازت الهند بكأس اسيا بهزيمة سريلنكا في النهائيات.
تم إلغاء البطولة في 1993 وذلك بسبب العلاقات السياسية المتوترة بين باكستان والهند.
و في الدورة الخامسة عام 1995، أعادت المسلسل إلى الشارقة، الإمارات العربية المتحدة بعد 11 عامًا. وقد وصلت الهند وسريلانكا إلى المباراة النهائية بفضل المعدل الذي كان أفضل من باكستان، حيث حصل الثلاثة فرق علي نفس النقط بعد الجولة التمهيدية. للمرة الثالثة على التوالي، هزمت الهند سريلنكا في النهائيات.
عقدت الدورة السادسة في سريلانكا عام 1997. هزمت سريلانكا الهند في المباراة النهائية بثمانية جولات لتفوز بكأس آسيا للمرة الثانية.

### 2000-2010
أقيمت الدورة السابعة في بنغلاديش في عام 2000 للمرة الثانية. وقد وصلت باكستان وسريلانكا إلى المباراة النهائية بينما فازت الهند بمباراة واحدة فقط ضد بنجلاديش ولم تتأهل للنهائي للمرة الأولى. في المباراة النهائية، هزمت باكستان سريلانكا لتفوز بكأس آسيا للمرة الأولى. وكان يوسف يوحنا لاعب البطولة.
اقيمت الدورة الثامنة في سريلانكا عام 2004 .كما حدث تغيرات في شكل البطولة وتم إدراج الامارات العربية المتحدة وهونغ كونغ أيضا للمرة الأولى. تم تقسيم البطولة إلى 3 مراحل: مرحلة المجموعات، الاربعة السوبر والنهائي. تم تقسيم مرحلة المجموعات إلى مجموعتين من 3 فرق، يلعب كل منها مع الآخر مرة واحدة.يتأهل أفضل فريقين من كل مجموعة لمرحلة الاربعة السوبر حيث يلعبوا مع بعضهم البعض مرة أخرى.ثم يتم تأهيل أفضل فريقان في مرحلة السوبر أربعة إلى النهائي.تم وضع المضيفين سريلانكا والهند والإمارات العربية المتحدة في المجموعة أ بينما تم وضع الأبطال المدافعين باكستان وبنغلاديش وهونغ كونغ في المجموعة ب. وتم إقصاء الإمارات العربية المتحدة وهونغ كونغ في مرحلة المجموعة.حظيت بنغلاديش بفرصة الوصول إلى المرحلة الثانية في بطولة كبرى لأول مرة، لكنها لعبت بشكل سيئ في  مرحلة Super Fours وتم إقصاءها عليها. تصدرت الهند وسري لانكا مرحلة الاربعة السوبر ووصلتا إلى النهائي. وفي النهائيات، هزمت سريلنكا الهند ب 25 جولة وفازت بالكأس أسيا. وكان ساناث جاياسوريا لاعب البطولة.
وعقدت الدورة التاسعة لكأس آسيا في باكستان. ومرة أخرى، تم الإبقاء على صيغة عام 2004. بدأت البطولة في 24 يونيو 2008 وعقدت المباراة النهائية في 6 يوليو 2008. وتصدرت سري لانكا المجموعة أ وتأهلت للمرحلة الثانية جنبا إلى جنب مع بنغلاديش. في المجموعة ب، خرجت الهند للقمة ودخلت المرحلة الاربعة السوبر مع باكستان في المركز الثاني. تصدرت الهند وسري لانكا مرحلة االاربعة السوبر ووصلتا إلى النهائي. هزمت سريلانكا  الهند في نهائي  بشكل مريح وفازت كأس آسيا الرابع. وسجلت ساناث جاياسوريا 125 نقطة سريعة من 114 كرة لإنقاذ سريلانكا من 66/4 في وقت سابق عندما انهار الترتيب الأعلى. الدوّار الغامض الجديد لسري لانكا، أجانثا منديس، احرز 6/13 بولينغ وأخذ سريلانكا إلى 100 فوز. كما تم الحكم عليه بأنه لاعب البطولة.
وعُقدت الدورة العاشرة في سري لانكا في الفترة من 15 إلى 24  يونيه 2010 واستضافت كأس آسيا للمرة الرابعة. لم تظهر سوى أربع دول آسيوية لعبت، وتم لعب سبع مباريات في المجموع (بما في ذلك النهائي). وتصدرت سري لانكا والهند مراحل المجموعة ودخلتا المرحلة النهائية. في المباراة النهائية، فازت الهند على سريلانكا بشكل مريح لتصبح البطلة للمرة الخامسة، وفازت بالبطولة لأول مرة منذ 15 عامًا. كان شاهد افريدى لاعب البطولة.

### 2012-2014
وعُقدت الدورة الحادية عشرة لكأس آسيا في داكا، بنغلاديش، في الفترة من 11 إلى 22 مارس 2012. باكستان وبنغلاديش تأهلتا للعب في نهائي الدورة الحادية عشرة، وقد هزمت بنغلاديش الهند وسريلانكا لحجز مكانها في النهائي لأول مرة في تاريخ البطولة. هزمت باكستان بنغلاديش بعد مباراة نهائية مثيرة، وفازت بكأس آسيا الثاني. تم الحكم على شكيب الحسن بأنه لاعب البطولة. وقد سجل ساتشين تندولكار قرنه الدولي المائة في هذه البطولة.
وعُقدت الدورة الثانية عشرة في دكا وفتح الله، بنغلاديش، في الفترة من 25 فبراير إلى 8 مارس 2014. تكونت البطولة من خمسة فرق  بالإضافة إلى أفغانستان لأول مرة منذ بدايتها في عام 1984. هزمت سريلانكا باكستان بخمسة جولات في المباراة النهائية لتفوز بكأس آسيا للمرة الخامسة. تم الحكم على لاهيرو ثيريمان لاعب البطولة الذي سجل 279 جولة.

### 2016
بعد تقليص مجلس الكريكيت الآسيوي من قبل المحكمة الجنائية الدولية في عام 2015، أعلن أن بطولات كأس آسيا ستقام على أساس التناوب في الانماط بين ODI وT20I. ونتيجة لذلك، كانت أحداث عام 2016 أول بطولة في تنسيق T 20 I وتم لعبها بين خمسة فرق متقدمة من المحكمة الجنائية الدولية عام 2016 أقيمت دورة 2016 من بطولة كأس آسيا في بنغلاديش للمرة الثالثة على التوالي من 24 فبراير إلى 6 مارس. عقدت المباراة النهائية في 6 مارس 2016. فازت الهند بالنهائي بهزيمة بنغلاديش بـ 8 جولات في النهائي الذي عقد في ملعب شير- إي- بانغلا الوطني الواقع في منطقة ميربور، داكا، بنغلاديش، ماساتشوستس. أثبت دوني فعاليته مرة أخرى من خلال تحطيم بعض الحدود نحو النهاية ووضع حد للحملة البنغالية. إنها المرة السادسة التي تفوز فيها الهند بلقب كأس آسيا في عام 2016. شيخار داوان من الهند كان رجل المباراة بإحرازه 60 جولة. وكان صابر رحمان من بنغلاديش هو لاعب البطولة.
فازت الهند بجميع مبارياتها التي لعبتها في كأس آسيا 2016 وهزمت بنغلاديش مرتين، وباكستان وسري لانكا والإمارات العربية المتحدة. أظهر فيرات كوهلي نضجه في اللعبة ضد باكستان؛ كانت الهند تترنح في 8 جولات لخسارة 3 ويكيتات أثناء االمباراة وبدأت المعارضة في الاعتقاد بأنهم لا يزالون في اللعبة أثناء الدفاع عن المجموع الفرعي، فقط لفيرات كوهلي ليأتي ويرسل الكرة في جميع أنحاء الأرض وأخذ اللعبة منهم تمامًا.

### 2018
في 29 أكتوبر 2015، في أعقاب اجتماع مجلس الكريكيت الآسيوي في سنغافورة، قد صرح أنوراغ ثاكور، سكرتير BCCI ، أن دورة 2018 من البطولة ستعقد في الهند.وسوف يتبع نمط ODI. وبرغم ذلك، في أبريل 2018، تم نقل البطولة إلى الإمارات العربية المتحدة، بسبب التوترات السياسية بين الهند وباكستان. كانت الهند هي البطل المدافع ، واحتفظت بلقبها، بعد هزيمة بنغلاديش بثلاثة وجولات في المباراة النهائية. لم تعانى الهند من هزيمة واحدة في البطولة، مع فوزين ضد كل من باكستان وبنغلاديش، وفوز انفرادي ضد هونغ كونغ، وربط مع أفغانستان. كان شيخار داوان أفضل لاعب في سباق الجيتر مع 342 سباق في 5 مباريات، وحصل على جائزة رجل البطولة.

### 2020
سبب جائحة كورونا، تم تأجيل كأس آسيا لعام 2020 لأول مرة إلى عام 2021 مع استعداد سريلانكا لاستضافة الحدث ولكن تم تأجيله لاحقًا إلى عام 2023 بسبب الجدول الدولي الممتلئ وارتفاع حالات الإصابة بفيروس كورونا في سريلانكا.

## ملخص البطولة

### ODIs
يقدم الجدول بالاسفل نظرة عامة لاداء الفرق في بطولات كأس اسيا ODI السابقة .
| فريق                                                    | ظهور    | ظهور | ظهور | أفضل نتيجة                                            | إحصائيات | إحصائيات  | إحصائيات | إحصائيات | إحصائيات | إحصائيات |
| فريق                                                    | المجموع | أولاً | آخر  | أفضل نتيجة                                            | لعب      | فاز - ربح | ضائع     | ربطة عنق | NR       | فوز٪     |
| ------------------------------------------------------- | ------- | ---- | ---- | ----------------------------------------------------- | -------- | --------- | -------- | -------- | -------- | -------- |
| الهند</img> الهند                                       | 12      | 1984 | 2018 | البطل (1984، 1988، 1990-1991، 1995، 2010، 2016، 2018) | 49       | 31        | 16       | 1        | 1        | 65.62    |
| سريلانكا</img> سريلانكا                                 | 13      | 1984 | 2018 | البطل (1986، 1997، 2004، 2008، 2014)                  | 50       | 34        | 16       | 0        | 0        | 68.00    |
| باكستان</img> باكستان                                   | 12      | 1984 | 2018 | البطل (2000، 2012)                                    | 45       | 26        | 18       | 0        | 1        | 59.09    |
| بنغلاديش</img> بنغلاديش                                 | 12      | 1986 | 2018 | الوصيف (2012، 2018)                                   | 43       | 7         | 36       | 0        | 0        | 16.27    |
| أفغانستان</img> أفغانستان                               | 2       | 2014 | 2018 | سوبر فور (2018)                                       | 9        | 3         | 5        | 1        | 0        | 33.33    |
| هونغ كونغ</img> هونغ كونغ                               | 3       | 2004 | 2018 | دور المجموعات (2004، 2008، 2018)                      | 6        | 0         | 6        | 0        | 0        | 0.00     |
| الإمارات العربية المتحدة</img> الإمارات العربية المتحدة | 2       | 2004 | 2008 | دور المجموعات (2004، 2008)                            | 4        | 0         | 4        | 0        | 0        | 0.00     |

### T20Is
يقدم الجدول أدناه لمحة عامة عن أداء الفرق في بطولة كأس آسيا بنمط T20I.
| الهند</img> الهند                                       | 1 | 2016 | 2016 | البطل (2016)         | 5 | 5 | 0 | 0 | 0 | 100.00 |
| بنغلاديش</img> بنغلاديش                                 | 1 | 2016 | 2016 | الوصيف (2016)        | 5 | 3 | 2 | 0 | 0 | 60.00  |
| باكستان</img> باكستان                                   | 1 | 2016 | 2016 | دور المجموعات (2016) | 4 | 2 | 2 | 0 | 0 | 50.00  |
| الإمارات العربية المتحدة</img> الإمارات العربية المتحدة | 1 | 2016 | 2016 | دور المجموعات (2016) | 7 | 3 | 4 | 0 | 0 | 42.85  |
| سريلانكا</img> سريلانكا                                 | 1 | 2016 | 2016 | دور المجموعات (2016) | 4 | 1 | 3 | 0 | 0 | 25.00  |

## أداء الفرق
نظرة عامة على أداء الفرق في كل كأس آسيا:
عنوان تفسيري
- 1st – Champions
- 2nd – Runners-up
- 3rd – Semi-finalists

| إشارة | تنص على                                                    |
| ----- | ---------------------------------------------------------- |
|       | تشير إلى الدول الأعضاء الكاملة في المحكمة الجنائية الدولية |

### الفرق المبتدئة في البطولة الرئيسية
| سنة       | فرق                                                                                 |
| --------- | ----------------------------------------------------------------------------------- |
| 1984      | الهند</img> الهند ، باكستان</img> باكستان ، SL</img> SL                             |
| 1986      | بنغلاديش</img> بنغلاديش                                                             |
| 1988      | لا أحد                                                                              |
| 1990-1991 | لا أحد                                                                              |
| 1995      | لا أحد                                                                              |
| 1997      | لا أحد                                                                              |
| 2000      | لا أحد                                                                              |
| 2004      | الإمارات العربية المتحدة</img> الإمارات العربية المتحدة ، هونغ كونغ</img> هونغ كونغ |
| 2008      | لا أحد                                                                              |
| 2010      | لا أحد                                                                              |
| 2012      | لا أحد                                                                              |
| 2014      | أفغانستان</img> أفغانستان                                                           |
| 2016      | لا أحد                                                                              |
| 2018      | لا أحد                                                                              |
| 2022      | يحدد لاحقًا                                                                          |

#### الفرق الوافدة في تصفيات كأس آسيا
| سنة  | فرق |
| ---- | --- |
| 2000 | ماليزيا</img> ماليزيا ، الكويت</img> الكويت ، الإمارات العربية المتحدة</img> الإمارات العربية المتحدة ، نيبال</img> نيبال ، اليابان</img> اليابان                                                                           |
| 2006 | أفغانستان</img> أفغانستان ، البحرين</img> البحرين ، بوتان</img> بوتان ، بروناي</img> بروناي ، إيران</img> إيران ، ميانمار</img> ميانمار ، عمان</img> عمان ، قطر</img> قطر ، السعودية</img> السعودية ، تايلاند</img> تايلاند |
| 2016 | جميع الفرق المشاركة لديها حالة T20I |
| 2018 | حصلت نيبال والإمارات على وضع ODI |
| 2022 | جميع الفرق المشاركة لديها حالة T20I |

## ملخص البطولة
| مرتبة | فرق                     | مظهر | الألقاب | الوصيف |
| ----- | ----------------------- | ---- | ------- | ------ |
| 1     | الهند                   | 13   | 7       | 3      |
| 2     | SL</img> SL             | 14   | 5       | 6      |
| 3     | باكستان</img> باكستان   | 13   | 2       | 2      |
| 4     | بنغلاديش</img> بنغلاديش | 12   | 0       | 3      |